# Urgleptes callizonus
Urgleptes callizonus là một loài bọ cánh cứng trong họ Cerambycidae.